# Jacques Brel Is Alive and Well and Living in Paris
Jacques Brel Is Alive and Well and Living in Paris ist ein amerikanisches Musical von Mort Shuman und Eric Blau, die Chansons von Jacques Brel ins Englische übertrugen. Das Musical hat keine durchgehende Handlung und präsentiert die Lieder in Form einer Revue. In der Originalfassung, die am 22. Januar 1968 im The Village Gate Premiere hatte, wurden 26 Musikstücke vorgetragen. Spätere Fassungen, Plattenaufnahmen und Verfilmungen setzten sich aus einer unterschiedlichen Anzahl und Kombination von Liedern zusammen.

## Inhalt
Das Musical Jacques Brel Is Alive and Well and Living in Paris bietet keine fortlaufende Handlung. Vielmehr besteht es aus einer Reihung von unabhängigen Liedern, die auf Originalen des belgischen Chansonniers Jacques Brel beruhen und von Mort Shuman und Eric Blau in die englische Sprache übertragen wurden. Es wird deswegen oft auch einfach als Revue bezeichnet. John Wilson, der Kritiker der New York Times, sprach vom ersten librettolosen Musical.
Die Besetzung besteht aus vier Sängern, zwei Frauen und zwei Männern, die allerdings ebenfalls keine wiederkehrenden Rollen verkörpern. Stattdessen nennt Scott Miller das Stück ein Ein-Personen-Musical für vier Personen, eine Charakterstudie Jacques Brels, seiner Weltanschauung und seines Witzes. Das durchgängige Thema sei die Überwältigung des Menschen durch das Leben, von dem er sich dennoch nicht unterkriegen ließe. Die Quintessenz liege in den letzten beiden Liedern: In Carousel erreichen Chaos und Irrsinn des Weltlaufs ihren Höhepunkt, ehe If We Only Have Love die Konflikte klärt und eine positive Lösung entwirft.
Der Titel Jacques Brel Is Alive and Well and Living in Paris (auf Deutsch: „Jacques Brel ist am Leben, es geht ihm gut, und er lebt in Paris“) geht auf eine Idee Nat Shapiros zurück und parodiert die nach dem Zweiten Weltkrieg in den USA verbreitete Warnung „Hitler is alive and well and living in Argentina“. Der Titel des Musicals wurde auch nach Brels Tod im Jahr 1978 nicht geändert und ist inzwischen seinerseits im Englischen zur geläufigen Redewendung geworden.

## Entstehungsgeschichte und Premiere

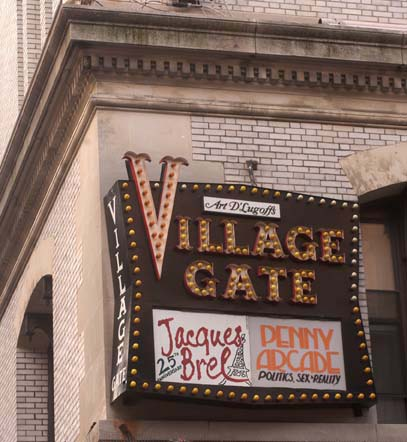
Hinweisschild des Village Gate zum 25-jährigen Jubiläum des Musicals

Bereits im Jahr 1960 machte der amerikanische Musikproduzent Nat Shapiro den Schriftsteller und Lyriker Eric Blau auf eine Platte des belgischen Chansonniers Jacques Brel aufmerksam. Blau übersetzte für die Schauspielerin und Sängerin Elly Stone die drei Chansons Marieke, La valse à mille temps (als Crazy Carousel) und Ne me quitte pas (als If You Go Away). Im Folgejahr entwarf er eine Musicalrevue namens O Oysters!, in die er die Lieder einbaute. Sie wurden wieder von Elly Stone gesungen, ihr Partner war der junge Jon Voight. Die Revue lief drei Monate im Village Hall in Greenwich Village, New York.
Sechs Jahre später war es erneut Shapiro, der Eric Blau und Elly Stone mit dem Musiker Mort Shuman zusammenbrachte, der ebenfalls bereits einige Chansons von Brel übersetzt hatte. Gemeinsam wurde die Musicalrevue Jacques Brel Is Alive and Well and Living in Paris entworfen, wobei die kreative Arbeit vor allem in Auswahl und Reihenfolge der Chansons lag. Shuman und Stone übernahmen Gesangsparts. Für die weiteren Rollen wurden Shawn Elliott und Alice Whitfield engagiert. Ersatzsänger war Robert Guillaume. Regie führte Moni Yakim.
Das Musical hatte am 22. Januar 1968 im The Village Gate Premiere. Nach Eric Blaus Erinnerung waren nur zwei Kritiken positiv, die restliche Presse, inklusive der mächtigen New York Times, verriss die Show. Die Produktion stand bereits kurz nach ihrem Start vor der Einstellung, doch sorgte Mundpropaganda für eine allmählich wachsende Zuhörerschaft. Schließlich revidierte auch die New York Times ihr Urteil, und Chefkritiker Clive Barnes verfasste eine Lobeshymne. In der Folge war das Village Gate ganze vier Jahre hindurch ausverkauft. Die Produktion hatte bis zum 2. Juli 1972 insgesamt 1847 Vorstellungen. Sie rangierte damit unter den drei Off-Broadway-Musicals mit der längsten Laufzeit.

## Weitere Produktionen
Die Produktion wechselte 1972 für 51 Aufführungen an den Broadway. Eine Verlängerung, für die laut Scott Miller Angebote von verschiedenen Theatern vorlagen, lehnten die Produzenten ab. Seinen Erfolgszug setzte das Musical in zahlreichen Großstädten der Vereinigten Staaten und Kanadas sowie in vielen anderen Ländern fort. Im südafrikanischen Johannesburg hatte es mehr als 300 Vorstellungen. Im kanadischen Toronto lief das Musical über zweieinhalb Jahre. Insgesamt gab es laut Eric Blau mehrere tausend Produktionen. Zum 5-jährigen Jubiläum des Musicals wurde eine Sondervorstellung in der New Yorker Carnegie Hall organisiert, bei der insgesamt 35 Sänger auftraten und Brel selbst als Stargast des Abends einige Worte zum Publikum sprach.
Im Londoner Covent Garden wurde 1988 eine erneuerte Version des Musicals ins Leben gerufen, bei der Arnold Johnson die Texte neu und näher am Brel’schen Original übersetzte. Im Jahr 2006 startete abermals als Off-Broadway-Produktion am New Yorker Zipper Theater ein Revival des Musicals, in dem die Lieder des Originals neu orchestriert, neu angeordnet und teilweise ausgetauscht wurden.

## Adaptionen
Mit der Originalbesetzung der Uraufführung wurde im Jahr 1968 von Columbia Records eine Doppel-LP veröffentlicht. Auf dieser Aufzeichnung fehlen drei der Lieder der Show: The Statue, Girls and Dogs und Middle Class. Auch das Arrangement der Lieder weicht ab und ist um Flöte und Trompete erweitert. Im Jahr 1975 erschien eine Verfilmung unter anderem mit Mort Shuman, Elly Stone und Joe Masiell unter der Regie von Denis Héroux. In dem dialoglosen Film trat auch Jacques Brel auf und sang die französische Version von Ne me quitte pas. Die Verfilmung enthält zusätzliche Chansons gegenüber der Bühnenfassung, dafür fehlt weiterhin Girls and Dogs. Eine Aufnahme der vollständigen Originalfassung existiert von einer Londoner Produktion aus dem Jahr 1994. Eine weitere Verfilmung fertigte im Jahr 1974 das dänische Fernsehen an.

## Rezeption
Laut Thomas Weick waren die Pressestimmen zur Originalproduktion von 1968 überwiegend positiv. So beschrieb Julius Novick in The Village Voice: „Dies ist eine der wenigen Unterhaltungsveranstaltungen in New York, der es gelingt, dich in völlig veränderter Stimmung als bei deinem Eintritt nach Hause zu entlassen.“ Kritisch war die New York Times, die mit der Ausnahme Shumans mit den Darstellerleistungen unzufrieden war. Variety legte nach: „Um durchgehend zufrieden zu stellen, benötigt die Show mehr unverfälschten Brel und weniger Späße der vier Darsteller.“ Positiv fiel hingegen John S. Wilsons zweite Rezension in der New York Times aus, laut der die Sänger „die dramatischen Nuancen in Brels Liedern so effektiv abbilden, dass aus dem ursprünglichen Konzert ein dramatisches Theaterereignis wird.“ Time schließlich betrachtete die „Brel Show“ in ihrer Darstellung der Natur des Menschen als „eines der stärksten Vergrößerungsgläser, die derzeit erhältlich sind.“
Laut Olivier Todd zeigte sich das amerikanische Publikum von dem belgischen Chansonnier begeistert. Die Songs wurden in Kirchen und auf Friedensmärschen gesungen. Die American Bible Society rief If We Only Have Love zum Motto einer internationalen Bibelwoche aus. Auch international feierte das Musical Erfolge. Lediglich in Frankreich zog man den originalen Brel vor und konnte sich nicht an die Modifikationen der Chansons gewöhnen, wenn etwa You’re Not Alone, im Original ein Lied über eine Männerfreundschaft, im Musical von einer Frau vorgetragen wird. Auch für Todd ging bei der Übertragung ins Englische viel vom Stil und Rhythmus der Chansons verloren, und er urteilte: „Ein Brel-Chanson ist gesalzen, gepfeffert und gezuckert. Manche amerikanische Version hinterläßt nur einen faden, süßstoffähnlichen Nachgeschmack.“
Brel selbst blieb dem ihm gewidmeten Musical gegenüber distanziert, das er als eine Art Nachruf auf seine Person verstand. Erst ein Jahr nach seiner Uraufführung sah er sich erstmals eine Aufführung an. Befragt zum großen Erfolg des Musicals antwortete er: „Die Amerikaner mögen mich, weil ich kein Amerikaner bin. Sie würden Brassens genauso mögen.“
Das Musical hatte einen großen Einfluss auf David Bowie.

## Musikstücke

### Originalproduktion von 1968
1. Overture
2. Marathon (Les flamandes)
3. Alone (Seul)
4. Madeleine
5. I Loved (J’aimais)
6. Mathilde
7. Bachelor’s Dance (La bourrée du célibataire)
8. Timid Frieda (Les timides)
9. My Death (La mort)
10. The Girls And The Dogs (Les filles et les chiens)
11. Jackie (La chanson de Jacky)
12. The Statue (La statue)
13. Desperate Ones (Les désespérés)
14. Sons of… (Fils de…)
15. Amsterdam
16. The Bulls (Les toros)
17. Old Folks (Les vieux)
18. Marieke
19. Brussels (Bruxelles)
20. Fanette (La fanette)
21. Funeral Tango (Le tango funèbre)
22. The Middle Class (Les bourgeois)
23. You’re Not Alone (Jef)
24. Next (Au suivant)
25. Carousel (La valse à mille temps)
26. If We Only Have Love (Quand on n’a que l’amour)

Zusätzliche Lieder im Film von 1975
1. The Taxi Cab  (Le Gaz)
2. My Childhood (Mon Enfance)
3. The Last Supper (Le Dernier Repas)
4. Song For Old Lovers (La Chanson Des Vieux Amants)
5. Ne me quitte pas, gesungen von Jacques Brel

### Revival von 2006
| Erster Akt 1. Le Diable (Ça Va) 2. If We Only Have Love 3. Alone 4. I Loved 5. Jackie 6. My Childhood 7. Madeleine 8. Bachelor’s Dance 9. Fanette 10. Le Moribond 11. The Desperate Ones 12. Timid Frieda 13. The Girls And The Dogs 14. Statue 15. Sons Of 16. Amsterdam | Zweiter Akt 1. The Bulls 2. Brussels 3. Ne me quitte pas 4. Middle Class 5. Old Folks 6. Funeral Tango 7. My Death 8. Marieke 9. Song For Old Lovers 10. Next 11. No Love You’re Not Alone 12. Carousel 13. If We Only Have Love |